# 扎博羅利 (盧茨克區)
50°44′38″N 25°13′42″E / 50.74389°N 25.22833°E

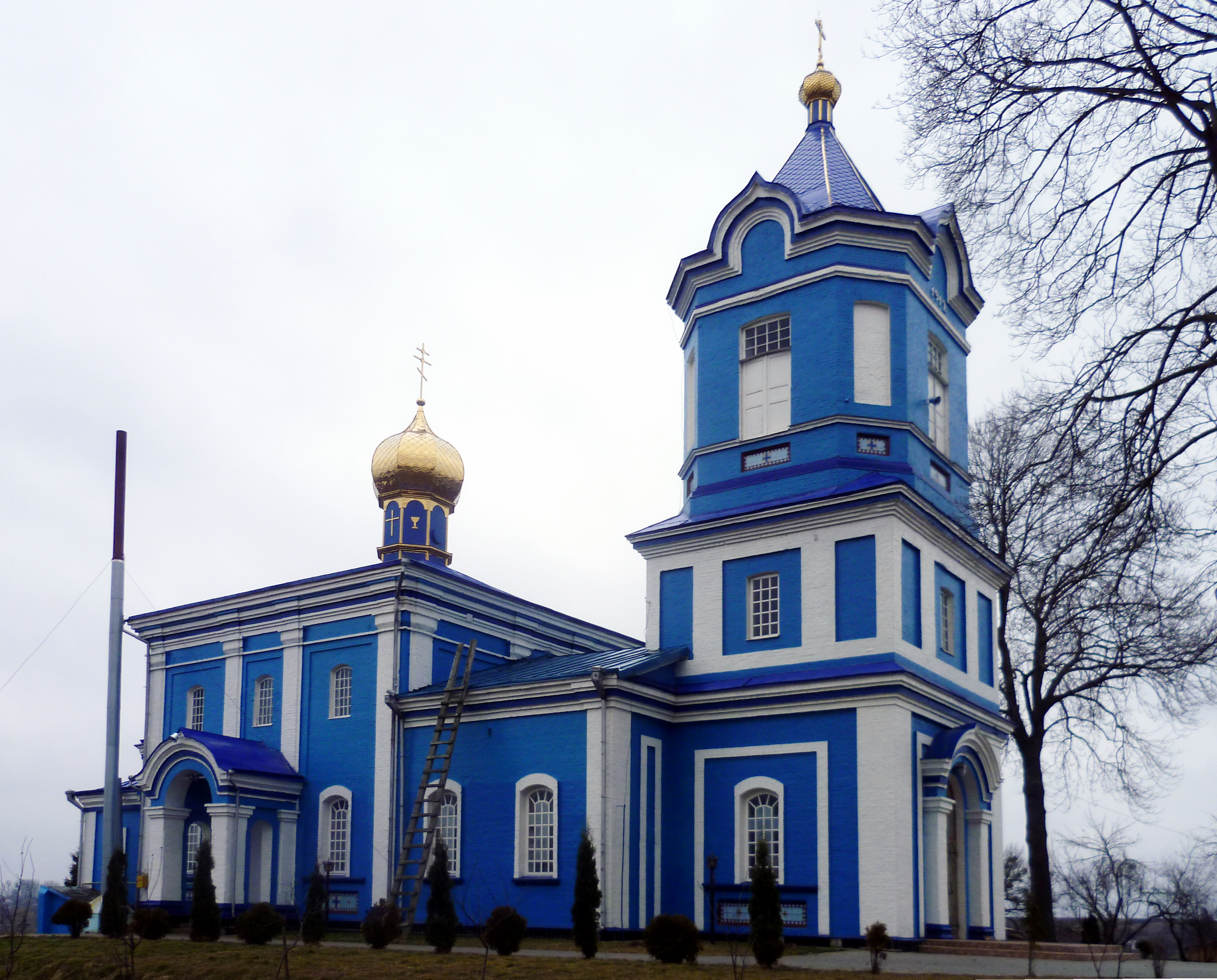
1920年建聖母教堂

扎博羅利（烏克蘭語：Забороль），是烏克蘭西部的村落，隸屬沃倫州盧茨克區盧茨克市鎮，位於盧茨克市西方，始建於1429年，面積3.83平方公里，海拔高度199米，2001年人口1,346，人口密度每平方公里351.44人。